# Óscar Aguilera
Óscar Antonio Aguilera Valdés (Asunción, 1935. március 11. – 1979 körül) paraguayi labdarúgócsatár.
A paraguayi válogatott tagjaként részt vett az 1958-as labdarúgó-világbajnokságon.